# Elsa Brita Marcussen
Elsa Brita Marcussen, född Hansson 2 februari 1919 i Sofia församling i Stockholm, död 17 december 2006, var en svensk-norsk filmkritiker.
Elsa Brita Marcussen var dotter till statsminister Per Albin Hansson och Elisabeth Fryckberg samt halvsyster till Anna Lisa Berkling på faderns sida och moster till dennas dotter Ansi Jackson.
Marcussen var filmkritiker vid dagstidningen Social-Demokraten 1937–1943, där hon skrev under signaturen Chat. Efter kriget flyttade hon till Norge. Marcussen gav ut studiehandledningen Film (1951). Hon var redaktör för tidskriften Filmdebatt 1951–1956 och hade sedan samma ansvar för Filmrevyen i NRK Radio. Vidare var hon kritiker i Arbeiderbladet och Film og Kino.
Hon var sekreterare i Kirke- och undervisningsdepartementet i Norge 1949–1951 och var ledamot av styrelsen för kulturhotellet Voksenåsen. Vidare var hon ordförande för Norsk filmkritikerlag 1963–1966 och 1986–1990 samt kinochef och kulturkonsulent i Eidsvoll 1973–1977. Hon var ledare för Norsk Filmsamfunn 1951–1961, Norsk Barnefilmnemnd 1960–1981 och Skolekinoutvalget 1982–1985. Marcussen var president för International Centre of Films for Children 1963–1971.
Elsa Brita Marcussen mottog en rad internationella priser, däribland den franska Médaille d'Argent de la Jeunesse et des Sports.